# Noni (arrondissement)
Noni est un arrondissement du Cameroun situé dans la région du Nord-Ouest et le département du Bui.

## Organisation administrative
Outre la ville de Nkor proprement dite, l'arrondissement de Noni qui couvre la commune de Nkor comprend notamment les villages suivants :
- Bamti
- Bvugoi
- Din
- Djottin
- Dom
- Etakum
- Febweh
- Laan
- Lassin
- Mbam
- Mbinon
- Ngeptang
- Shiew